# COPS2
COPS2‏ (COP9 signalosome subunit 2) هوَ بروتين يُشَفر بواسطة جين COPS2 في الإنسان.